# Interstate 244
Pour les articles homonymes, voir Route 244.
L'Interstate 244 (I-244), aussi connue comme la Martin Luther King Jr. Memorial Expressway, la Crosstown Expressway eta la Red Fork Expressway, est une autoroute de contournement de 15,8 miles (25,4 km) qui va d'ouest en est autour de la ville de Tulsa, Oklahoma.
Aux extrémités de l'I-244, l'autoroute est reliée à l'I-44. L'I-244 débute à l'ouest de la rivière Arkansas, elle la traverse et passe par le centre de Tulsa avant de passer par le nord de la ville et de se reconnecter à l'I-44.
Au centre-ville de Tulsa, l'I-244 forme les segments ouest et nord de la "Inner Dispersal Loop". Les segments sud et est sont formés par l'I-444 / US 75.

## Description du tracé
L'I-244 débute à un échangeur avec l'I-44. L'autoroute continue son tracé vers le nord-est en étant parallèle au Southwest Boulevard. Des échangeurs donnent accès à des voies locales. La US 75 nord s'intègre plus loin à l'I-244. D'autres échangeurs donnent des accès partiels à certaines voies locales et le multiplex formé de l'I-244 et de la US 75 traverse la rivière Arkansas.
La rive est de la rivière marque le début du centre-ville et de la Inner Dispersal Loop (IDL), une boucle de deux autoroutes qui encerclent le centre-ville de Tulsa. Au point sud-ouest de la boucle, la US 75 quitte l'I-244 pour rejoindre l'I-444 qui forme les segments sud et est de cette boucle. La US 64 et la SH-51 intègrent l'I-244 alors qu'ils se dirigent vers l'ouest, l'autoroute se dirige vers le nord. Des sorties donnent accès aux rues du centre-ville. L'I-244 atteint le coin nord-ouest de la boucle. À cette jonction, la US 64 et la SH-51 quittent le multiplex pour se joindre à la US 412 en direction ouest. La US 412 est intègre le tracé de l'I-244 vers l'est. Sur le segment nord de la boucle, d'autres sorties donnent accès au centre-ville. L'I-244 croise alors l'I-444 / US 75 au coin nord-est de la boucle.
À l'est de la boucle, plusieurs sorties donnent accès à des artères importantes de la ville. L'I-244 croise alors la SH-11 (Gilcrease Expressway) et la US 169. À l'est de cette jonction, deux échangeurs donnent accès à des rues locales avant que l'I-244 n'atteigne son terminus est alors qu'elle croise l'I-44.

## Liste des sorties
| Interstate 244                            |              |       |       |        |                                                                                          |                                                                                       |
| Comté                                     | Municipalité | mi    | km    | Sortie | Intersections / Destinations                                                             | Notes                                                                                 |
| Tulsa                                     | Tulsa        | 0,00  | 0,00  |        | I-44 ouest / SH-66 (en) ouest – Sapulpa, Oklahoma City                                   | Terminus ouest; la route continue comme I-44 ouest                                    |
| Tulsa                                     | Tulsa        | 0,00  | 0,00  | 1A     | I-44 est / SH-66 (en) est – Joplin, Saint-Louis                                          | Sortie direction ouest, entrée direction est; sortie 223A de l'I-44                   |
| Tulsa                                     | Tulsa        | 0,20  | 0,32  | 1B     | 51st Street (Gilcrease Expressway)                                                       | Pas d'entrée direction est                                                            |
| Tulsa                                     | Tulsa        | 1,00  | 1,60  | 1C     | 33rd W. Avenue                                                                           |                                                                                       |
| Tulsa                                     | Tulsa        | 1,90  | 3,10  | 1D     | 40th Place, Southwest Boulevard                                                          |                                                                                       |
| Tulsa                                     | Tulsa        | 2,50  | 4,00  | 2      | US 75 sud – Glenpool, Okmulgee                                                           | Terminus ouest du multiplex avec US 75; sortie direction ouest, entrée direction est  |
| Tulsa                                     | Tulsa        | 3,60  | 5,80  | 3A     | Southwest Boulevard                                                                      | Pas de sortie direction ouest                                                         |
| Tulsa                                     | Tulsa        | 4,00  | 6,40  | 3B     | 23rd Street                                                                              | Sortie direction ouest, entrée direction est                                          |
| Tulsa                                     | Tulsa        | 4,40  | 7,10  | 4A     | 17th Street, Southwest Boulevard                                                         | Sortie direction ouest, entrée direction est                                          |
| Tulsa                                     | Tulsa        | 4,70  | 7,60  | 4B     | I-444 est / US 64 est / US 75 nord / SH-51 (en) est – Broken Arrow, Bartlesville         | Terminus est du multiplex avec US 75; terminus ouest du multiplex avec US 64 / SH-51  |
| Tulsa                                     | Tulsa        | 4,90  | 7,90  | 4C     | 7th Street – Centre-ville                                                                | Sortie direction est, entrée direction ouest                                          |
| Tulsa                                     | Tulsa        | 5,20  | 8,40  | 5A     | 2nd Street – Centre-ville                                                                | Sortie direction ouest, entrée direction est                                          |
| Tulsa                                     | Tulsa        | 5,50  | 8,90  | 5B     | US 64 ouest / US 412 ouest / SH-51 (en) ouest (Keystone Expressway) – Sand Springs, Enid | Terminus est du multiplex avec US 64 / SH-51; terminus ouest du multiplex avec US 412 |
| Tulsa                                     | Tulsa        | 5,60  | 9,00  | 5C     | L. L. Tisdale Parkway                                                                    |                                                                                       |
| Tulsa                                     | Tulsa        | 6,20  | 10,00 | 6A     | Cincinnati Avenue, Detroit Avenue                                                        |                                                                                       |
| Tulsa                                     | Tulsa        | 6,60  | 10,60 | 6B     | I-444 ouest / US 75 – Bartlesville, Okmulgee                                             |                                                                                       |
| Tulsa                                     | Tulsa        | 7,10  | 11,40 | 6C     | 1st Street – Centre-ville                                                                | Sortie direction ouest, entrée direction est                                          |
| Tulsa                                     | Tulsa        | 7,70  | 12,40 | 7      | Utica Avenue, Lewis Avenue, Peoria Avenue                                                |                                                                                       |
| Tulsa                                     | Tulsa        | 8,70  | 14,00 | 8      | Delaware Avenue, Lewis Avenue                                                            |                                                                                       |
| Tulsa                                     | Tulsa        | 9,40  | 15,10 | 9      | Harvard Avenue                                                                           | Sortie direction ouest, entrée direction est                                          |
| Tulsa                                     | Tulsa        | 10,20 | 16,40 | 10     | Yale Avenue                                                                              |                                                                                       |
| Tulsa                                     | Tulsa        | 11,30 | 18,20 | 11     | Sheridan Road – Zoo de Tulsa                                                             |                                                                                       |
| Tulsa                                     | Tulsa        | 12,30 | 19,80 | 12A    | Memorial Drive                                                                           |                                                                                       |
| Tulsa                                     | Tulsa        | 12,50 | 20,10 | 12B    | SH-11 (en) ouest (Gilcrease Expressway) – Aéroport International de Tulsa                |                                                                                       |
| Tulsa                                     | Tulsa        | 13,00 | 20,90 | 13A    | Mingo Road                                                                               | Sortie direction est, entrée direction ouest                                          |
| Tulsa                                     | Tulsa        | 13,70 | 22,00 | 13B-C  | US 169 (Mingo Valley Expressway) – Owasso, Nowata                                        | Indiqué sortie 13B (sud) et 13C (nord)                                                |
| Tulsa                                     | Tulsa        | 14,40 | 23,20 | 14     | Garnett Road                                                                             |                                                                                       |
| Tulsa                                     | Tulsa        | 15,10 | 24,30 | 15     | 129th E. Avenue                                                                          | Sortie direction est, entrée direction ouest                                          |
| Tulsa                                     | Tulsa        | 15,70 | 25,30 |        | I-44 est / US 412 est – Joplin, Saint-Louis                                              | La route continue comme I-44 est; sortie 236B de l'I-44 ouest                         |
| - Terminus de multiplex - Accès incomplet |              |       |       |        |                                                                                          |                                                                                       |